# Chirurgia d'urgenza
La chirurgia d'urgenza è una branca della chirurgia generale che si occupa di casi traumatologici gravi, e di ogni altra emergenza sanitaria di interesse chirurgico, che richiedano un intervento d'urgenza.
Gli interventi più eseguiti in chirurgia d'urgenza sono le laparotomie, ma possono anche essere eseguiti altri tipi di interventi, tutti al fine di stabilizzare un paziente in imminente pericolo di vita.
Spesso la chirurgia d'urgenza viene applicata a pazienti arrivati nell'unità di medicina d'urgenza. Per un lavoro completo e nei casi più difficili, tuttavia, il chirurgo d'urgenza è affiancato da altri tipi di medici o chirurghi specializzati in altri ambiti come ortopedia, cardiochirurgia e altre.